# Jenah
Jenah (persiska: جَناح, فَرامَرزان, چالِه, جَنَّ, جناح) är en ort i Iran. Den ligger i provinsen Hormozgan, i den södra delen av landet, 1 000 km söder om huvudstaden Teheran. Jenah ligger 318 meter över havet och antalet invånare är 5 636.
Terrängen runt Jenah är kuperad söderut, men norrut är den platt. Runt Jenah är det glesbefolkat, med 11 invånare per kvadratkilometer. Jenah är det största samhället i trakten. Trakten runt Jenah är ofruktbar med lite eller ingen växtlighet.